# VNO-NCW
VNO-NCW (officieel de Vereniging VNO-NCW) is de grootste werkgeversorganisatie in Nederland.  Het VNO-NCW is lid van UNIAPAC.

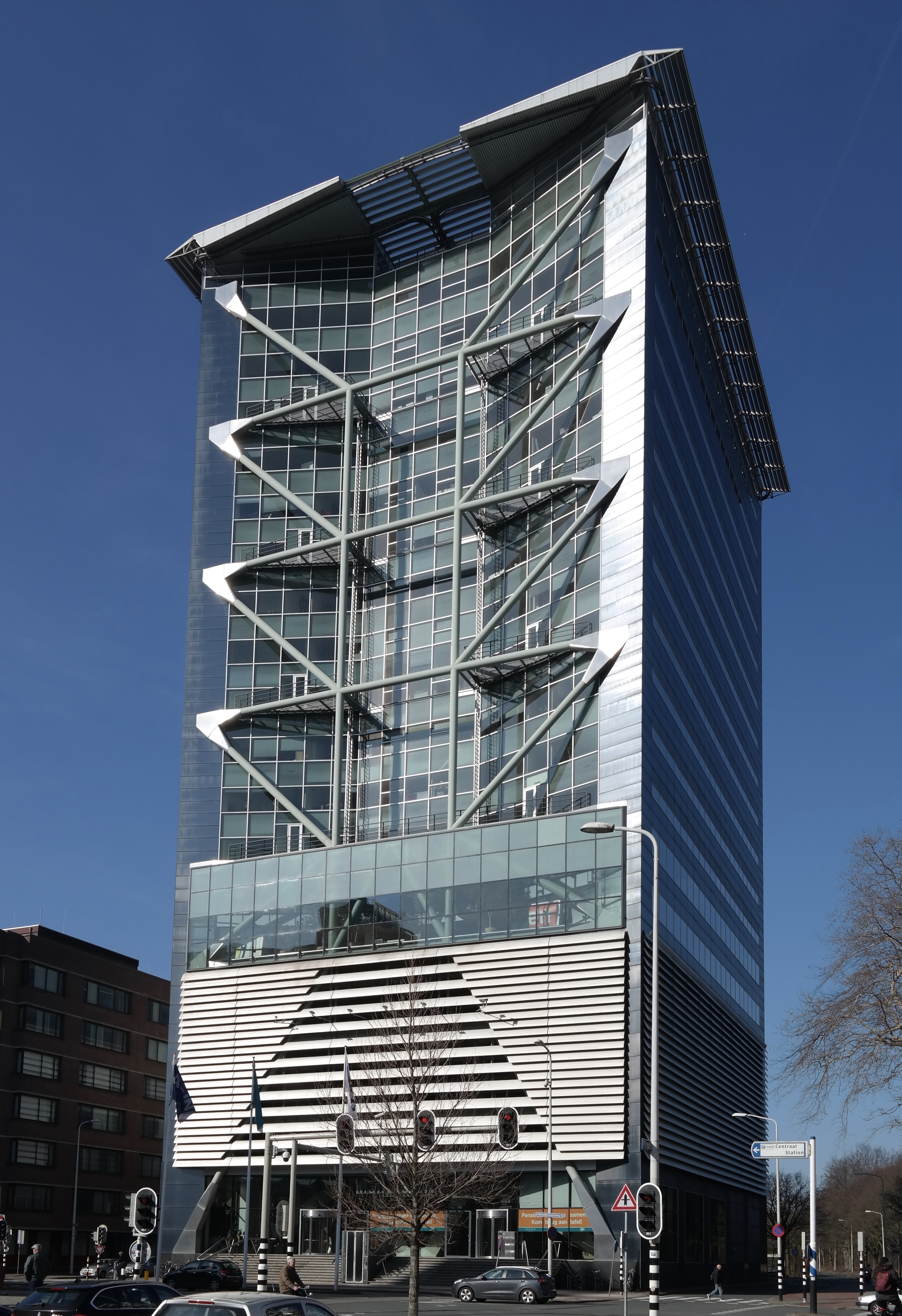
De Malietoren in Den Haag, dient sinds 1996 als hoofdkantoor van VNO-NCW

## Doelstelling
De voornaamste doelstelling van de organisatie is het behartigen van de gemeenschappelijke belangen van het Nederlandse bedrijfsleven op zowel nationaal als op internationaal niveau.

## Geschiedenis
De organisatie is ontstaan uit de fusie tussen het Verbond van Nederlandse Ondernemingen (VNO) en het Nederlands Christelijk Werkgeversverbond (NCW) op 31 december 1996. De naam VNO-NCW is de samentrekking van de afkortingen van de rechtsvoorgangers.

## Structuur
De organisatie heeft een tweeledige structuur, zowel regionaal als branche gericht. De regionale verenigingen van VNO-NCW zijn: VNO-NCW Noord (voor Drenthe, Friesland en Groningen met drie provinciale afdelingen), VNO-NCW Midden (voor Flevoland, Utrecht, Gelderland en Overijssel), VNO-NCW West (voor Noord- en Zuid-Holland inclusief de brancheverenigingen aldaar), VNO-NCW Brabant Zeeland en de Limburgse Werkgevers Vereniging (LWV). Er zijn bij VNO-NCW ongeveer 160 brancheorganisaties aangesloten.
Binnen de regionale verenigingen zijn lokale kringen actief (bv Delft, Rotterdam en Amsterdam binnen VNO-NCW West).

## Bestuur
Het bestuur is verantwoordelijk voor het algemeen beleid. De verantwoordelijkheid voor het vaststellen van begroting en contributies ligt bij de besturen van de Vereniging VNO-NCW, het algemeen bestuur en het Dagelijks Bestuur. Het Algemeen Bestuur vergadert in de regel eens per acht weken, het Dagelijks Bestuur eens per vier weken. De vergaderingen vinden plaats in het kantoor van VNO-NCW in Den Haag, de Malietoren. Voorzitter van VNO-NCW is sinds september 2020 Ingrid Thijssen, die in deze functie Hans de Boer opvolgde.

## Andere verenigingsorganen
Het opinieblad van de vereniging is Forum. Dit orgaan doet regelmatig eigen onderzoeken naar onderwerpen die ondernemingen raken. Verder werkt men samen met de werkgeversvereniging AWVN, die is gespecialiseerd in arbeidsvoorwaarden en arbeidsverhoudingen. Verder is er een stichting binnen de organisatie, PUM Netherlands senior experts, die senior-managers en experts uitzendt als vrijwilliger naar ontwikkelingslanden en opkomende markten. De jonge ondernemersafdeling heet Jong Management VNO-NCW. In de regio Noord-Nederland (Drenthe, Groningen, Friesland) zijn jonge ondernemers binnen VNO-NCW vertegenwoordigd in de subvereniging JNO (Jonge Noordelijke Ondernemers). JNO is een officieel onderdeel van VNO-NCW Noord en een lidmaatschap kan alleen worden aangegaan als onderdeel van een lidmaatschap bij VNO-NCW Noord.